# Lispe bimaculata
Lispe bimaculata är en tvåvingeart som beskrevs av Walker 1859. Lispe bimaculata ingår i släktet Lispe och familjen husflugor. Inga underarter finns listade i Catalogue of Life.